# Enosis Kendrou
Die Enosis Kendrou oder Zentrumsunion (griechisch Ένωσις Κέντρου (Ε.Κ.)) war die griechische Partei der politischen Mitte in den 1960er Jahren. Sie wurde von Georgios Papandreou und Sophoklis Venizelos 1961 gegründet. Die Partei kam im Jahr 1963 an die Regierung und führte diese bis zur politischen Krise (Apostasia) im Juli 1965. Nach der Militärdiktatur von 1967 bis 1974 wurde die Partei wiederbelebt, erreichte aber nicht mehr ihre frühere Bedeutung.

## Gründung 1961

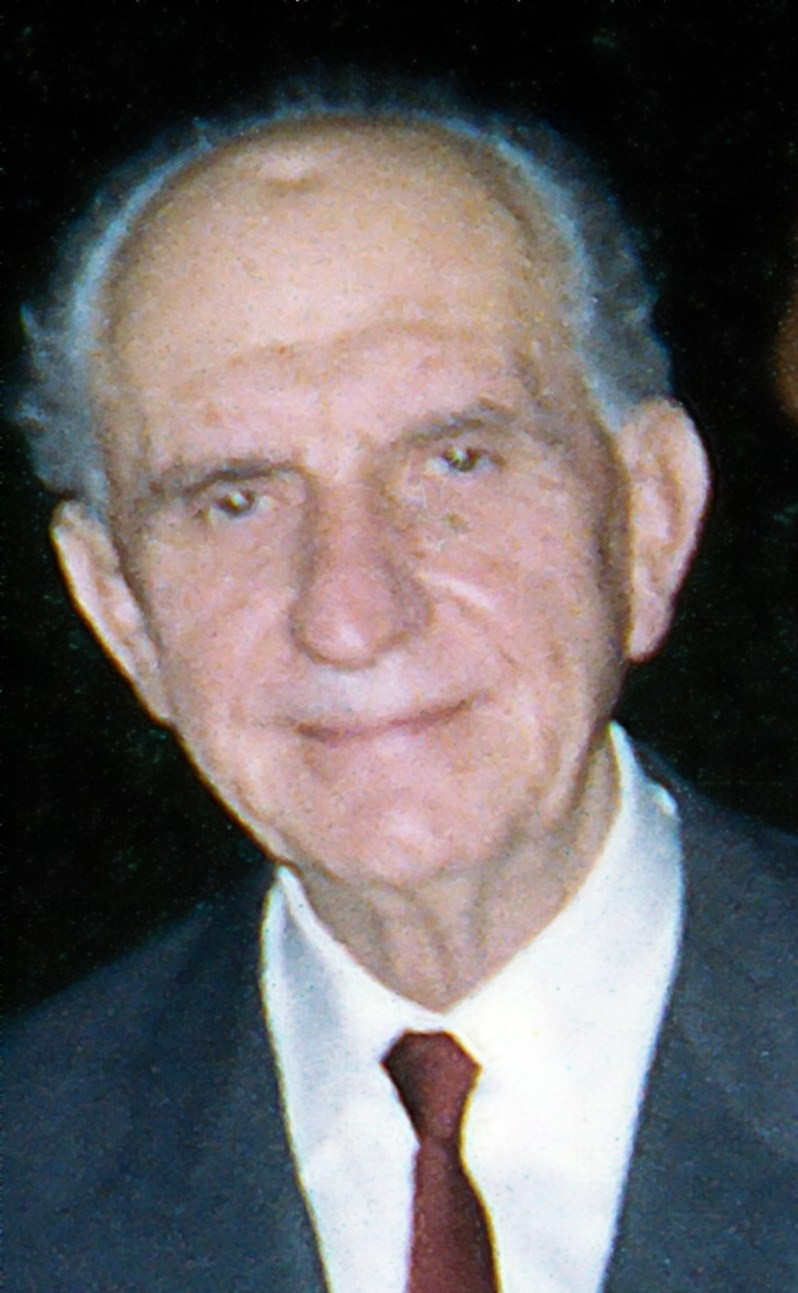
Georgios Papandreou (1964)

Die Enosis Kendrou entstand durch einen Zusammenschluss der von Eleftherios Venizelos gegründeten Liberalen Partei (Κόμμα Φιλελευθέρων (Κ.Φ.)), der Nationalprogressiven Zentrumsunion (Εθνική Προοδευτική Ένωσις Κέντρου (Ε.Π.Ε.Κ.)), der Sozialen Volkspartei und weiterer kleinerer Parteien der Mitte. Die Gründung erfolgte am 19. September 1961, den Parteivorsitz übernahm Georgios Papandreou. Die Partei hatte keine einheitliche ideologische Orientierung, vielmehr gehörten ihr verschiedene politische Bewegungen von der linken Mitte (Ilias Tsirimokos) bis zur rechten Mitte (Konstantinos Mitsotakis) an. Zusammengehalten wurde sie durch die charismatische Persönlichkeit von Georgios Papandreou.

## Wahlen 1961–1964
Die Enosis Kendrou nahm erstmals an den Parlamentswahlen im Oktober 1961 teil und erzielte einen Stimmenanteil von 33,66 % sowie 100 Sitze; Wahlsieger war die Ethniki Rizospastiki Enosis (ERE) von Konstantinos Karamanlis mit 50,81 % und 176 Sitzen. Diese Wahlen waren gekennzeichnet von gewalttätigen Ausschreitungen und Betrug. Papandreou rief einen „unnachgiebigen Kampf“ aus, wobei insbesondere die Jugendorganisation Organosi Neon tis Enosis Kendrou (Οργάνωση Νέων της Ένωσης Κέντρου (Ο.Ν.Ε.Κ.) ‚Jugendorganisation der Zentrumsunion‘) eine aktive Rolle spielte.
Die zweiten Wahlen, an denen die EK teilnahm, waren die vom 3. November 1963. Die Partei gewann 42,04 % und 138 Sitze, während die Ethniki Rizospastiki Enosis (ERE) 39,37 % und 128 Sitze erhielt. Obwohl die Regierung unter Georgios Papandreou mit Unterstützung der Eniea Dimokratiki Aristera (EDA) ein Vertrauensvotum erhielt, zog Papandreou Neuwahlen vor, denn er wollte eine Zusammenarbeit mit der von der Kommunistische Partei (KKE) kontrollierten EDA vermeiden, um der ERE keinen Vorwand zuliefern, die „kommunistische Gefahr“ heraufzubeschwören und die ohnehin instabile politische Lage zu gefährden. Diese Regierung ist als „50-Tage-Regierung“ bekannt. 
Bei den Neuwahlen am 16. Februar 1964, erzielte die Enosis Kendrou mit einem Stimmenanteil von 52,72 % und 171 Sitzen im Vergleich zu 35,26 % und 107 Sitzen der ERE unter Führung von Panagiotis Kanellopoulos einen erdrutschartigen Sieg. Papandreou konnte eine Alleinregierung bilden.

## Machtverlust 1965
Papandreous progressive Politik als Ministerpräsident erregte viel Widerstand in konservativen Kreisen, ebenso die Rolle seines Sohnes Andreas, dessen politische Position als deutlich links von der Mitte eingeschätzt wurde. Bald wurde ein Mangel an Zusammenhalt zwischen den Führungskräften der Enosis Kendrou deutlich. König Konstantin II. arbeitete gegen Papandreou; mit Hilfe von Überläufern aus der Enosis Kendrou (angeführt von Konstantinos Mitsotakis), gelang es, Papandreou von der Regierungsmacht zu verdrängen; er musste am 15. Juli 1965 als Ministerpräsident zurücktreten.

## Instabile Lage 1965–1967
Eine Reihe instabiler Regierungen und verschärfter politischer Auseinandersetzungen folgte. Der König erteilte das Mandat zur Regierungsbildung zunächst an Giorgos Athanasiadis-Novas, einen Vertreter des konservativen Flügels der Enosis Kendrou, der jedoch kein Vertrauensvotum des Parlaments erhielt und zum Rücktritt gezwungen war. Ein Mandat zur Bildung einer neuen Regierung wurde sodann Ilias Tsirimokos erteilt, der jedoch ebenfalls erfolglos blieb. Schließlich wurde Stephanos Stephanopoulos vom Filelefthero Dimokratiko Kendro (Φιλελεύθερο Δημοκρατικό Κέντρο), einer rechten Abspaltung von der Enosis Kendrou, mit der Regierungsbildung beauftragt, der ein Vertrauensvotum erhalten konnte. Georgios Papandreou rief erneut einen „unnachgiebigen Kampf“ aus und mobilisierte seine Anhänger; auch hier spielte die Jugendorganisation der Enosis Kendrou, die sich nun Elliniki Dimokratiki Neolea (Ελληνική Δημοκρατική Νεολαία (Ε.ΔΗ.Ν.) ‚Griechische Demokratische Jugend‘) nannte, eine besonders aktive Rolle. Die neue Regierung war unter diesem Druck gezwungen, Neuwahlen für den Mai 1967 auszuschreiben. Um den von ihr befürchteten Wahlsieg Papandreous zu verhindern, riss am 21. April 1967 eine Militärjunta die Macht im Staate durch einen Putsch an sich. Ihre führenden Politiker wurden in der Nacht vom 21. April 1967 verhaftet. Papandreou verstarb am 1. November 1968 unter Hausarrest.

## Nach der Diktatur 1974–1976
Die Zentrumsunion wurde nach der Wiederherstellung der Demokratie unter Führung von Georgios Mavros wiederbelebt. Zusammen mit der Nationalradikalen Union (ERE) und parteilosen Ministern stellte sie ab dem 24. Juli 1974 eine Übergangsregierung unter Konstantinos Karamanlis. In dieser war Georgios Mavros stellvertretender Ministerpräsident und Außenminister; zudem stellte die EK die Minister für Landwirtschaft, Industrie, Handel, Soziales und Verkehr. Zu den ersten Wahlen nach der Militärherrschaft am 17. November 1974 trat die Partei unter dem Namen Enosis Kendrou – Nees Dynamis (EK-ND) Ένωσις Κέντρου - Νέες Δυνάμεις an. Zu ihren prominentesten Politikern gehörte Alekos Panagoulis. 
Kurz vor der Wahl hatte Konstantinos Karamanlis die Nea Dimokratia (ND) gegründet, die vorwiegend aus ehemaligen ERE-Mitgliedern bestand, aber auch ehemalige EK-Mitglieder aufnahm (z. B. den späteren Ministerpräsidenten Konstantinos Mitsotakis). Auf der linken Seite gründete Georgios Papandreous Sohn Andreas die Panellinio Sosialistiko Kinima (PASOK), die ebenfalls einen Teil des bisherigen EK-Wählerspektrums übernahm. Neben den beiden dominierenden und charismatischen Persönlichkeiten von Karamanlis und Andreas Papandreou konnte die Enosis Kendrou nicht wieder an ihre Bedeutung vor der Diktatur anknüpfen. Sie errang bei der Wahl 20,42 % der Stimmen und 60 von 300 Sitzen. Anschließend war die Zentrumsunion in der Opposition gegen die Regierung Karamanlis VI, die von der siegreichen Nea Dimokratia allein gestellt wurde.

## Nachfolger
Im Februar 1976 fusionierte die EK-ND mit den beiden Kleinparteien Nees Politikes Dynamis (Νέες Πολιτικές Δυνάμεις) und Dimokratiki Enosi Kendrou (Δημοκρατική Ένωση Κέντρου) zur Enosi Dimokratikou Kendrou (Ένωση Δημοκρατικού Κέντρου (EDIK)). Den Vorsitz übernahm erneut Georgios Mavros. Die Fusion konnte den Niedergang des liberalen Zentrums aber nicht aufhalten: EDIK erzielte bei den Wahlen 1977 nur noch 11,95 % und 16 Sitze – ein Großteil ihrer Wähler waren zu Papandreous PASOK übergegangen. Ioannis Zigdis wurde 1978 neuer Parteivorsitzender. Mavros trat 1981 zur PASOK über, womit die EDIK endgültig in der Bedeutungslosigkeit verschwand. Bei der Parlamentswahl 1981 schied die Partei mit nur noch 0,4 % der Stimmen aus dem Parlament aus. Die Überreste der EDIK gingen 2012 in der Syriza auf. 
Die 1992 von Vasilis Leventis gegründete Enosi Kendroon (EK; Union der Zentristen) knüpft an die venizelistische Tradition der früheren Enosis Kendrou an. Sie zog nach langer Zeit der Bedeutungslosigkeit bei der Wahl im September 2015 mit 3,4 % der Stimmen ins Parlament ein.